# 20073 Yumiko
20073 Yumiko este un asteroid din centura principală de asteroizi.

## Descriere
20073 Yumiko este un asteroid din centura principală de asteroizi. A fost descoperit pe 9 ianuarie 1994 la Ōizumi de Kobayashi, T., Fujii, H.. Asteroidul prezintă o orbită caracterizată de o semiaxă mare de 2,30 ua, o excentricitate de 0,06 și o înclinație de 6,6° în raport cu ecliptica.